# Агдаш
Агда́ш (азерб. Ağdaş) — город и административный центр одноимённого района в центральной части Азербайджана. Расположен на Ширванской равнине, в 10 км к северо-востоку от железнодорожной станции Ляки на шоссе Тбилиси — Баку.
Агдаш находится в центральной части Азербайджана, примерно в 250 км к западу от Баку. Город расположен на равнинной местности, рядом с рекой Турянчай. Географически он находится на пересечении важных транспортных путей, что делает его значимым для сельского хозяйства и торговли в регионе.

## История
Первые упоминания о городе Агдаш, датируются XVI веком.
Первоначально эта местность именовалась Ареш и подчинялась Ширванскому беглярбекству, которым управляли феодалы. Во время Османо-Сефевидских войн территория Арешского султаната переходит из рук в руки и сильно ослабевает. В 50-е годы XVIII века Арешский султанат стал вассалом Шекинского ханства. Ликвидировали султанат в 1795 году и присоединили к Шекинскому ханству. Во второй половине XIX века на территории нынешнего Агдаша появился Арешский уезд, относящийся к Елизаветпольской губернии. Просуществовал он до 1930 года, а вместо него возник Агдашский район, центром которого является город Агдаш, получивший статус города в 1900 году. Основные направления хозяйственной деятельности города и района являются овощеводство, зерноводство, хлопководство, скотоводство. В городе действуют холпкоочистительный, гренажный, молочный заводы. Есть сельскохозяйственный техникум, педагогическое и медицинское училища.
Местные земли уже с давних времён пользовались немалой популярностью из-за своих климатических и природных условий. Здесь успешно выращивались фрукты, высококачественная пшеница, широкое развитие получило шелководство, позже распространилось хлопководство. Город славился своими шелками. Сотни лет назад купцы использовали эти земли как транзитный коридор для торговли. Это сделало регион богатым на достопримечательности.
Подробно с историей города и района можно познакомиться в Агдашском музее. Средневековые замки, оборонительные сооружения — исторические памятники, которых немало на территории района. Так, недалеко от деревни Араб у рек Гейчай и Турианчай расположена Сурхайская крепость, наиболее важный исторический памятник, относящийся к 18 веку. Также известна крепость Сурхай, и Карабекский Караван-сарай — исторические памятники XIX века. На территории района у реки Турианчай расположен Турианчайский заповедник. В городе сохранилось большое количество исторических памятников XIX века: жилые дома, здание музея, мечети. В центре города расположен парк Гейдара Алиева, большую часть площади которого занимает еловый лес. Агдаш получил серьёзные повреждения во время землетрясения с магнитудой от 3,5 до 4 по шкале Рихтера, произошедшего 4 июня 1999 года.
Согласно закону «О внесении частичных изменений в административно-территориальное деление Агдашского района» 2012 года часть территории: сёла Юхары Гясил, Дехне, Ашагы Зейнеддин, Гарадаглы, Мяшад (удаляется из государственного реестра) — присоединяются к городу Агдашу и становятся территориально целостным населенным пунктом. Тем не менее, Агдаш сохраняет за собой статус административного центра.

## Население
По данным первой всеобщей переписи населения Российской империи 1897 года, в Агдаше проживало 528 человек, из которых:
| Национальность              | Численность | %    |
| --------------------------- | ----------- | ---- |
| Азербайджанцы               | 267         | 50,8 |
| Армяне                      | 116         | 22   |
| Лезгинские народы           | 87          | 16,5 |
| Русские, украинцы, белорусы | 29          | 5,5  |
| Евреи                       | 15          | 2,9  |
| Аварцы                      | 6           | 1,1  |
| Поляки                      | 2           | 0,4  |
| Греки                       | 1           | 0,2  |
| Немцы                       | 1           | 0,2  |

Согласно результатам Азербайджанской сельскохозяйственной переписи 1921 года, Учковах Агдашского сельского общества Арешского уезда Азербайджанской ССР населяли 1809 человек (401 хозяйство), преобладающая национальность — тюрки-азербайджанцы (азербайджанцы).
По всесоюзной переписи населения 1989 года в Агдаше проживало 19 756 человек. На 2012 год численность населения составила 29 600 чел.
| Год  | Численность |
| ---- | ----------- |
| 1897 | 528         |
| 1909 | 302         |
| 1923 | 1174        |
| 1989 | 19 756      |
| 2012 | 29 600      |

## Экономика
В советское время в городе были построены гренажный, хлопкоочистительный и молочный заводы.
В 2019 году в Агдаше состоялось открытие Солодкового промышленного парка.